# Salween
Salween (eller Salwin, også kendt som Nu) er en flod i Sydøstasien. Den  har sit udspring i Tibet og strømmer gennem provinsen Yunnan i Kina. Derefter løber den ind i og gennem   Burma/Myanmar. Den er grænseflod til Thailand på en 130 km lang strækning, på sin vej ud i Andamanhavet ved byen Moulmein i Myanmar.  På det meste af dens løb er den dårlig egnet for transport. Men i Myanmar spreder den sig ud i et bredt delta som bringer vand til det vigtigste landbrugsområde i landet.
Salween har en længde på 2.815 km, og et afvandingsområde på 324.000 km².

## Bifloder
Moei er en biflod til Salween som kommer fra Thailand.

## Konflikt
I oktober 2008 kom der meldinger om en konflikt mellem  Burmesere og  karenere i forbindelse med planer om at bygge tre dæmninger over  Salween for at producere elektrisk kraft. Det kom til kampe flere steder  da  burmesiske soldater gik til angreb på karenere som boede langs floden. Planerne indebærer at mange karenere må flytte fra deres hjem. 